# Gurinder Josan
Gurinder Singh Josan (né en août 1972) est un homme politique britannique qui est député de Smethwick pour le parti travailliste depuis les élections générales de 2024.

## Biographie
Josan siège au conseil municipal de Sandwell Metropolitan Borough, au comité exécutif national du parti travailliste et au conseil stratégique de police et de criminalité des West Midlands.
Il est élu conseiller du quartier St Paul de l'arrondissement métropolitain de Sandwell lors des élections du conseil municipal de Sandwell en 2002 et il sert jusqu'en 2010.
Il est administrateur du fonds caritatif HOPE Not Hate, ancien administrateur du Guru Nanak Gurdwara, Smethwick, ancien membre de l'exécutif national du Sikh Council UK, et est gouverneur de trois écoles.
Il est élu au Comité exécutif national du Parti travailliste en avril 2020.
Le 30 mai 2024, Josan est sélectionné comme candidat parlementaire du Parti travailliste pour la circonscription de Smethwick aux élections générales de 2024 au Royaume-Uni .
Il est nommé Commandeur de l'Ordre de l'Empire britannique (CBE) lors des honneurs du Nouvel An 2019, « pour service politique ».